# Rosalinde Bonnet
Pour les articles homonymes, voir Bonnet.
Rosalinde Bonnet, née à Paris, est une auteure et illustratrice française.

## Biographie
Après deux ans à l'École des beaux-arts de Versailles, puis un an à l'Académie Charpentier, elle intègre l'École nationale supérieure des arts décoratifs dont elle sort diplômée en 2004. Depuis, elle a écrit et illustré de nombreux livres pour enfants parus en France, en Angleterre et aux États-Unis.
Elle obtient le prix des Incorruptibles 2020 catégorie Maternelles pour Papa coin coin !.

## Œuvres
- Du balai, petits cochons ! Minedition, 2023
- Cache-cache, texte de Zemanel, Père Castor Flammarion, 2022
- Love You Little Peanut! Texte d'Annette Bourland, HarperCollins / Zonderkidz, 2021
- La fée sous mon lit, Didier Jeunesse, 2020
- Papa Coin Coin ! Circonflexe 2018
- Poppy's Best Babies, texte de Susan Eaddy, Charlesbridge, 2018
- Daddy Honk Honk! Dial Books / Penguin Random House, 2017
- Zip! Zoom! On a broom, texte de Teri sloat, Little Brown for Young Readers, 2017
- Pablo in the snow, texte de Teri Sloat, Henry Holt / Christy Ottaviano Books, 2017
- Ella and Penguin: A perfect Match, texte de Megan Maynor, HarperCollins 2017
- Ella and Penguin Stick Together, texte de Megan Maynor, HarperCollins, 2016
- Poppy's Best Paper, texte de Susan Eaddy, Charlesbridge, 2015
- Things that grow, Usborne, 2015
- Baby Animals Flap Book, Usborne, 2014
- Mes premières berceuses, Gründ , 2014
- Nativity Flap Book, Usborne, 2013
- Santa Flap Book, Usborne, 2012
- Easter Bunny Flap Book, Usborne, 2012
- Very first Christmas Carols, Usborne, 2011
- The Art collector, texte de Jan Wahl, Charlesbridge, 2011
- La famille Tortue, texte d'Orianne Lallemand, Casterman, 2011
- Le petit Chaperon Rouge, Fleurus, 2010
- Very first nursery rhymes, Usborne, 2010
- Picoti, picota !, texte d'Orianne Lallemand, Casterman, 2009
- The little red elf, texte de Barbara Barbieri McGrath,  Charlesbridge, 2009
- Nursery rhyme picture book, Usborne, 2008
- Où sont passés les princes charmants ?, illustrations d'Anne Simon, Milan poche cadet, 2007
- La culotte, Des idées et des hommes, 2007
- Gontran le loup gourmand, Des idées et des hommes, 2007
- Le bouton de la sorcière, Nathan, 2006
- La sieste du grand méchant loup, Nathan, 2006
- Barnabé le loup écolier, Les Portes du Monde, 2006